# Gagarin - First in Space
Gagarin - First in Space (russisk: Гагарин. Первый в космосе) er en russisk spillefilm fra 2013 af Pavel Parkhomenko.

## Medvirkende
- Jaroslav Zjalnin som Jurij Gagarin
- Mikhail Filippov som Sergej Koroljov
- Olga Ivanova som Valentina Ivanova
- Vadim Mitjman som German Titov
- Vladimir Steklov som Nikolaj Kamanin